# Heteropoda pakawini
Heteropoda pakawini là một loài nhện trong họ Sparassidae.
Loài này thuộc chi Heteropoda. Heteropoda pakawini được Peter Jäger miêu tả năm 2008.